# أعيان (تصوف)
إنَّ الوجود له مرحلتان
1. الباطن
2. الظاهر

الباطن اسمه الأعيان الثابتة
الظاهر اسمه الأعيان الخارجة
العين الثابتة
هي حقيقة في الحضرة العلمية ليست بموجودة في الخارج، بل معدومة ثابتة في علم الله